# Fred Buscaglione & i suoi Asternovas (secondo album del 1956)
Fred Buscaglione & i suoi Asternovas è il secondo album inciso da Fred Buscaglione.

## Il disco
Secondo album di Buscaglione, ebbe meno successo rispetto al precedente, sempre pubblicato dalla Cetra. Anche qui, tutte le canzoni in questo LP verranno quell'anno stampate anche su 78 e 45 giri, i brani che ebbero più successo furono la famosissima Teresa non sparare, Le rififi e Io piaccio,
Spiccano anche alcune canzoni in chiave americana Jazz, intitolate proprio in inglese interpretate davvero molto bene dal cantante.

## Tracce
Lato A
1. Margie (Con Conrad, J. Russel Robinson, Benny Davis)
2. Mister Sandman (Pat Ballard)
3. Teresa non sparare (Fred Buscaglione, Leo Chiosso)
4. Makin' Whoopee (Gus Kahn, Walter Donaldson)

Lato B
1. Frankie and Johnny (Hughie Cannon (non accreditato), trad: Fred Buscaglione, Leo Chiosso)
2. Le rififi (Gérard Philipe)
3. Io piaccio (Fred Buscaglione, Leo Chiosso)
4. Aster-Mambo (Fred Buscaglione, Leo Chiosso)

## Formazione
- Fred Buscaglione – voce
- Fatima Robin's – voce

### Asternovas
- Gianni Saiu – chitarra
- Dino Arrigotti – pianoforte
- Carletto Bistrussu – batteria
- Berto Pisano – contrabbasso
- Giulio Libano – tromba
- Giorgio Giacosa – sax, clarinetto, flauto